# Vasiljevići (Ivanjica)
Vasiljevići (em cirílico: Васиљевићи) é uma vila da Sérvia localizada no município de Ivanjica, pertencente ao distrito de Moravica, na região de Stari Vlah, Moravica. A sua população era de 47 habitantes segundo o censo de 2011.

## Demografia
| 1948 | 1953 | 1961 | 1971 | 1981 | 1991 | 2002 | 2011 |
| ---- | ---- | ---- | ---- | ---- | ---- | ---- | ---- |
| 453  | 452  | 370  | 262  | 130  | 81   | 64   | 47   |